# Eufriesea opulenta
Eufriesea opulenta är en biart som först beskrevs av Alexander Mocsáry 1908.
Eufriesea opulenta ingår i släktet Eufriesea, tribus orkidébin och familjen långtungebin. Inga underarter finns listade.